# Veerappan
Koose Muniswamy Veerappan, född cirka 18 januari 1952, död 18 oktober 2004, var en tamilsk banditledare, verksam i de södra delarna av Indien, i delstaterna Karnataka, Kerala och Tamil Nadu. Han ledde en miniarmé och var efterlyst för att ha dödat fler än 120 människor samt för tjuvskytte på 2 000 elefanter och smuggling av sandelträ och elfenben för miljontals dollar. I nästan 20 år kunde han fortsätta med sin brottsliga verksamhet tills han slutligen sköts ihjäl år 2004 av en specialstyrka, Tamil Nadu State Special Task Force.